# Kyle Rossiter
Pour les articles homonymes, voir Rossiter.
Kyle Rossiter (né le 9 juin 1980 à Edmonton, dans la province de l'Alberta au Canada) est un joueur professionnel de hockey sur glace évoluant à la position de défenseur.

## Carrière
Après avoir remporté le trophée Daryl K. (Doc) Seaman remis au joueur étudiant par excellence de la Ligue de hockey de l'Ouest en 1998 alors qu'il évolue pour les Chiefs de Spokane et avoir mis la main sur le titre d'Étudiant de la saison de la Ligue canadienne de hockey, Kyle Rossiter est réclamé au deuxième tour du repêchage de 1998 de la Ligue nationale de hockey par les Panthers de la Floride.
Malgré cette sélection, il retourne en LHOu pour deux saisons, représentant lors de cette dernière l'équipe du  Canada à l'occasion du championnat du monde junior de 2000. Devenant joueur professionnel la saison suivante, il rejoint alors le club affilié aux Panthers dans la Ligue américaine de hockey, les Panthers de Louisville.
L'organisation transfère pour la saison 2001-2002 leur club-école vers les Grizzlies de l'Utah. Rossiter évolue pour eux, étant rappelé pour deux rencontres avec la Floride puis dispute trois rencontres de plus en LNH la saison suivante.
Commençant la saison 2003-2004 avec la Floride, il est échangé à la date limite des transactions aux Thrashers d'Atlanta avec qui il prend part à deux parties, s'alignant pour le reste de la saison en LAH avec les Wolves de Chicago.
Agent libre à l'été 2005, il s'entend alors avec le KalPa Kuopio de la SM-Liiga en Finlande et reste avec eux pour trente rencontres avant de rejoindre le HC Asiago de la Série A en Italie avec qui il termine la saison.
Après une saison d'inactivité, il rejoint les rangs semi-professionnel, s'alignant avec les Eagles de Stony Plain, équipe de la Chinook hockey league.

## Statistiques

### Statistiques en club
| Saison              | Équipe                 | Ligue       |    | Saison régulière | Saison régulière | Saison régulière | Saison régulière | Saison régulière |   | Séries éliminatoires | Séries éliminatoires | Séries éliminatoires | Séries éliminatoires | Séries éliminatoires |
| Saison              | Équipe                 | Ligue       | PJ | B                | A                | Pts              | Pun              | PJ               | B | A                    | Pts                  | Pun                  |                      |                      |
| 1996-1997           | Chiefs de Spokane      | LHOu        | 50 | 0                | 2                | 2                | 65               | 9                | 0 | 0                    | 0                    | 6                    |                      |                      |
| 1997-1998           | Chiefs de Spokane      | LHOu        | 61 | 6                | 16               | 22               | 190              | 15               | 0 | 3                    | 3                    | 28                   |                      |                      |
| 1998-1999           | Chiefs de Spokane      | LHOu        | 71 | 4                | 17               | 21               | 206              |                  |   |                      |                      |                      |                      |                      |
| 1999-2000           | Chiefs de Spokane      | LHOu        | 63 | 11               | 22               | 33               | 155              | 15               | 1 | 4                    | 5                    | 25                   |                      |                      |
| 2000-2001           | Panthers de Louisville | LAH         | 78 | 2                | 5                | 7                | 110              |                  |   |                      |                      |                      |                      |                      |
| 2001-2002           | Panthers de la Floride | LNH         | 2  | 0                | 0                | 0                | 2                |                  |   |                      |                      |                      |                      |                      |
| 2001-2002           | Grizzlies de l'Utah    | LAH         | 74 | 3                | 7                | 10               | 88               | 5                | 0 | 1                    | 1                    | 0                    |                      |                      |
| 2002-2003           | Panthers de la Floride | LNH         | 3  | 0                | 0                | 0                | 0                |                  |   |                      |                      |                      |                      |                      |
| 2002-2003           | Rampage de San Antonio | LAH         | 67 | 0                | 7                | 7                | 107              | 3                | 0 | 0                    | 0                    | 0                    |                      |                      |
| 2003-2004           | Panthers de la Floride | LNH         | 4  | 0                | 0                | 0                | 7                |                  |   |                      |                      |                      |                      |                      |
| Thrashers d'Atlanta | LNH                    | 2           | 0  | 1                | 1                | 0                |                  |                  |   |                      |                      |                      |                      |                      |
| 2003-2004           | Rampage de San Antonio | LAH         | 51 | 5                | 7                | 12               | 70               |                  |   |                      |                      |                      |                      |                      |
| Wolves de Chicago   | LAH                    | 12          | 0  | 1                | 1                | 25               | 6                | 0                | 0 | 0                    | 19                   |                      |                      |                      |
| 2004-2005           | Wolves de Chicago      | LAH         | 33 | 1                | 5                | 6                | 43               |                  |   |                      |                      |                      |                      |                      |
| Penguins de WBS     | LAH                    | 9           | 0  | 1                | 1                | 5                | 1                | 0                | 0 | 0                    | 0                    |                      |                      |                      |
| 2005-2006           | KalPa Kuopio           | SM-Liiga    | 35 | 1                | 5                | 6                | 187              |                  |   |                      |                      |                      |                      |                      |
| 2005-2006           | HC Asiago              | Série A     | 9  | 0                | 1                | 1                | 26               |                  |   |                      |                      |                      |                      |                      |
| 2007-2008           | Eagles de Stony Plain  | Chinook HL  | 19 | 3                | 20               | 23               | 52               |                  |   |                      |                      |                      |                      |                      |
| 2008-2009           | Eagles de Stony Plain  | Chinook HL  | 23 | 6                | 17               | 23               | 46               |                  |   |                      |                      |                      |                      |                      |
| 2009-2010           | Eagles de Stony Plain  | Chinook HL  | 19 | 1                | 17               | 18               | 44               |                  |   |                      |                      |                      |                      |                      |
| 2010-2011           | Eagles de Stony Plain  | Chinook HL  | 20 | 6                | 11               | 17               | 34               |                  |   |                      |                      |                      |                      |                      |
| 2011-2012           | Eagles de Stony Plain  | Chinook HL  | 19 | 3                | 18               | 21               | 33               |                  |   |                      |                      |                      |                      |                      |
| 2012                | Eagles de Stony Plain  | Coupe Allan |    |                  |                  |                  |                  | 2                | 0 | 0                    | 0                    | 0                    |                      |                      |
| 2012-2013           | Eagles de Stony Plain  | Chinook HL  | 12 | 0                | 3                | 3                | 12               | 3                | 1 | 1                    | 2                    | 6                    |                      |                      |
| 2013-2014           | Falher Pirates         | NPHL        | 2  | 0                | 1                | 1                | 38               | 12               | 0 | 7                    | 7                    | 34                   |                      |                      |
| 2014-2015           | Falher Pirates         | NPHL        | 9  | 1                | 5                | 6                | 8                | 3                | 0 | 0                    | 0                    | 0                    |                      |                      |
| 2014-2015           | Eagles de Stony Plain  | Chinook HL  | 1  | 0                | 1                | 1                | 0                | 2                | 0 | 0                    | 0                    | 2                    |                      |                      |
| 2015-2015           | Eagles de Stony Plain  | Chinook HL  | 14 | 0                | 3                | 3                | 19               | 9                | 0 | 2                    | 2                    | 2                    |                      |                      |
| 2016-2017           | Eagles de Stony Plain  | Chinook HL  | 18 | 0                | 4                | 4                | 16               |                  |   |                      |                      |                      |                      |                      |
| Totaux LNH          | Totaux LNH             | Totaux LNH  | 11 | 0                | 1                | 1                | 9                |                  |   |                      |                      |                      |                      |                      |

### Statistiques en équipe nationale
| Année | Équipe | Compétition                 |   | PJ | B | A | Pts | Pun                |  | Résultat |
| 2000  | Canada | Championnat du monde junior | 7 | 0  | 0 | 0 | 20  | Médaille de bronze |  |          |

## Honneurs et trophées
- Ligue de hockey de l'Ouest
  - Récipiendaire du trophée Daryl K. (Doc) Seaman, remis au joueur étudiant par excellence en 1998.
- Ligue canadienne de hockey
  - Nommé étudiant de la saison en 1998.

## Transactions en carrière
- Repêchage 1998 : Réclamé par les Panthers de la Floride (2e choix de l'équipe, 30e au total).
- 8 mars 2004 : échangé par les Panthers aux Thrashers d'Atlanta en retour de Kamil Piroš.
- 16 mars 2005 : prêté par les Wolves de Chicago aux Penguins de Wilkes-Barre/Scranton.
- 23 février 2006 : signe à titre d'agent libre avec le HC Asiago de la Série A en Italie.